# Ofensiva de Qalamoun oriental (septiembre–octubre de 2016)
 La ofensiva de Qalamoun oriental fue una ofensiva militar a gran escala contra las posiciones rebeldes sirias en las montañas orientales de Qalamoun de la gobernación de Rif Dimashq lanzada por el Estado Islámico de Irak y el Levante a lo largo de una línea frontal de más de 15 kilómetros en la región.  

## La ofensiva
El 3 de septiembre de 2016, EIIL envió dos coches bomba hacia las posiciones rebeldes en las montañas, pero ambos fueron destruidos antes de que pudieran alcanzar sus objetivos.  Después de esto, las fuerzas del EIIL asaltaron el territorio controlado por los rebeldes desde tres ejes diferentes, invadiendo varias posiciones y matando a más de 20 rebeldes.  
Tres días después, se desplegó un convoy EIIL cuando lanzaron un segundo asalto en el área.  Durante los choques, los rebeldes destruyeron un EIIL T-72 , una excavadora y un ZU-23-2 , este último con un misil TOW BGM-71. Al día siguiente, Jaysh al-Islam recapturó una colina cerca de Dumayr de EIIL.
El 9 de septiembre,  EIIL lanzó un tercer ataque contra las fuerzas rebeldes en las montañas.  Los rebeldes dirigidos por Jaysh al-Islam y varias facciones del Ejército Sirio Libre rechazaron el asalto y murieron decenas de combatientes del EIIL.   Cientos de refuerzos rebeldes habrían llegado a la región al día siguiente.   El 13 de septiembre, el EIIL retomó las tres colinas de Jabal Zubaydi, Tall Daba'a y Jabal al-Afa'i.  Los días 14 y 15 de septiembre, los rebeldes lanzaron un contraataque para recuperar Jabal al-Afa'i.  Los días 17 y 18 de septiembre, las fuerzas de  EIIL lanzaron un asalto exitoso contra las posiciones rebeldes en Badiya, matando a cuatro y capturando a cuarenta defensores, mientras perdían dos vehículos a cambio.  La lucha intensa entre los rebeldes y el  EIIL en el área se informó el 19 de septiembre, cuando la ofensiva del  EIIL entró en su tercera semana.
El 21 de septiembre, Ahrar al-Sham y las Fuerzas de Mártir Ahmad al-Abdo recapturaron el área de Rajem al-A'ali, dándoles el control del 40% de las montañas de Al-Afa'i, mientras que un MiG- 23 de la Fuerza Aérea Siria que atacaba al EIIL se estrelló en la región. Las fuerzas rebeldes siguieron progresando más tarde ese día, retomando varias posiciones en Jebal Batra. El piloto del jet del gobierno se estrelló  en las montañas en territorio rebelde y como resultado de una tregua en el área, los rebeldes lo entregaron a las Fuerzas Armadas de Siria y, según informes, recibieron armas pequeñas y municiones de las fuerzas gubernamentales a cambio. Para el 23 de septiembre, los rebeldes tenían el control del 70% de Jabal al-Afa'i.
El 26 de septiembre, hombres armados desconocidos intentaron asesinar a Harith Siwar, comandante de Jaysh al-Islam en las montañas orientales de Qalamoun.   El 29 de septiembre, las fuerzas del EIIL lanzaron un nuevo ataque en las montañas del este de Qalamoun, lo que provocó fuertes enfrentamientos con los defensores rebeldes.  En la noche del 1 al 2 de octubre, los combatientes del EIIL asaltaron el este de Jabal al-Afa'i en medio de intensos combates con las fuerzas de la FSA.  Dos días después, Jaysh al-Islam repelió otro ataque importante de  EIIL en Jabal al-Afa'i y al-Naqab.  El 9 de octubre, 12 combatientes del EIIL y un número desconocido de rebeldes murieron en enfrentamientos después de un ataque del EIIL en al-Khandaq y la montaña al-Naqab.  Cinco rebeldes murieron en enfrentamientos al día siguiente.  El 15 de octubre, los rebeldes lanzaron un asalto en las áreas de Kahil Tes y Mahol.

## Consecuencias
El 26 de octubre, el ejército sirio bombardeó áreas bajo el control del EIIL en la región.  El 2 de noviembre, los enfrentamientos se renovaron entre el EIIL y los rebeldes, concentrados en el área de Jabal al-Afa'i.
El 6 de noviembre, los rebeldes lanzaron su propia ofensiva, atacando posiciones del EIIL.  Los rebeldes declararon que habían capturado tres puestos de control, con 7 combatientes del EIIL y 4 rebeldes muertos en los enfrentamientos.  Con los avances recientes, los rebeldes rompieron el sitio impuesto por el EIIL en la región y comenzaron a avanzar hacia el norte para recuperar el territorio previamente capturado por el grupo.
El 29 de diciembre, las fuerzas de la FSA lanzaron una ofensiva hacia las líneas de  EIIL en el este de Qalamoun y capturaron cinco aldeas.